# Колибаши (Бузау)
Колибаши (рум. Colibași) насеље је у Румунији у округу Бузау у општини Рамничелу. Oпштина се налази на надморској висини од 78 m.

## Становништво
Према подацима из 2002. године у насељу је живело 392 становника, од којих су сви румунске националности.